# Hypoponera ursa
Hypoponera ursa är en myrart som först beskrevs av Santschi 1924.  Hypoponera ursa ingår i släktet Hypoponera och familjen myror. Inga underarter finns listade i Catalogue of Life.